# Virginia Betanzos Moreno
Virgina Betanzos Moreno (Huamantla, Tlaxcala, 14 de octubre de 1951- Cancún, Q Quintana Roo, 26 de julio de 2025) fue una política mexicana que exmiembro del Partido Revolucionario Institucional (PRI). Fue diputada federal de 1994 a 1997.

## Biografía
Originaria de la ciudad de Huamantla, Tlaxcala, en el año de 1984, cuando tenía 33 años de edad emigró a la ciudad de Cancún, Quintana Roo, en busca de un mejor empleo, residiendo desde entonces en dicha ciudad turística.
En Cancún se integró en la Confederación Revolucionaria de Obreros y Campesinos (CROC) donde comenzó su activismo sindical, político y social. Por entonces completó sus estudios de secundaria y preparatoria en el Centro Educativo Obrero de Capacitación Turística, así como Economía Política del Capitalismo en la Federación de Mujeres Cubanas.
En 1991 es nombrada secretaria general del comité municipal del PRI en Benito Juárez, Quintana Roo, y en 1993 es elegida regidora del mismo municipio, en el ayuntamiento presidido por Carlos Cardín Pérez. Deja este última cargo al ser postulada candidata del PRI a diputada federal por el Distrito 2 de Quintana Roo. Triunfadora en las elecciones, fue elegida a la LVI Legislatura que concluyó en 1997. En ella fue integrante de las comisiones de Pesca; de Turismo; de Asuntos Fronterizos; y, de Participación Ciudadana.
Al término de su cargo, continuó su activismo social y en 2002 fundó la asociación civil «Grupo Plural de Mujeres de Quintana Roo» que preside, desde estos puestos ha tomado posiciones que la han alejado de la militancia en el PRI.